# Kungsvägen Oslo-Köpenhamn
Kungsvägen (norska: Kongeveien) kallas den gamla vägen mellan Oslo och Köpenhamn. Vägen har gått genom kustlandskapen i nuvarande Norge, Sverige och Danmark sedan urminnes tider. I långa avsnitt sammanfaller sträckningen för den gamla Kungsvägen i stort med den nutida motorvägen på E6:ans sträckning. Genom delar av norra Bohuslän följer vägen Berghemsmoränen.